# Typhlodromus longa
Typhlodromus longa är en spindeldjursart som först beskrevs av Denmark och C. Barry Knisley 1978.  Typhlodromus longa ingår i släktet Typhlodromus och familjen Phytoseiidae. Inga underarter finns listade i Catalogue of Life.